# Stazione Progress-2
La stazione Progress-2 (in russo Станция Прогресс-2) è una base antartica permanente russa (precedentemente sovietica) nella Terra della principessa Elisabetta nel Territorio Antartico Australiano.
Localizzata ad una latitudine di 69°22'S e ad una longitudine di 76°23'E in una zona libera dai ghiacci ad un'altitudine di 15,5 metri.
La base è stata inaugurata nel gennaio 1989 inglobando alcune strutture della stazione Progress.
La popolazione estiva è di 77 persone, che si riducono a 20 durante l'inverno australe.
La base effettua studi scientifici relativi al monitoraggio ambientale e geologico. Si occupa inoltre dello studio della glaciologia marina e terrestre e della sismologia. Nella stazione opera anche una stazione meteorologica.
A pochi chilometri di distanza si trovano la base permanente cinese Zhongshan e la base estiva australiana-romena Law-Racoviță-Negoiță